# USS Henry M. Jackson (SSBN-730)
El USS Henry M. Jackson (SSBN-730) es el quinto submarino de la clase Ohio; recibió el nombre de USS Rhode Island cuando el contrato de construcción se firmó con General Dynamics Electric Boat en Groton, Connecticut el 6 de junio de 1977. Su quilla se colocó el 19 de enero de 1981. Poco después de la muerte de Henry M. Jackson el submarino SSBN-730 fue renombrado en honor al senador recién muerto, siendo el único navío de la Armada de los Estados Unidos nombrado en honor a dicho senador, y el USS Rhode Island (SSBN-740) fue el tercer Rhode Island. El Henry M. Jackson fue botado el 15 de octubre de 1983 y amadrinado por la hija de Henry M. Jackson, Anna Marie Jackson. Las pruebas comenzaron el 30 de junio de 1984. El Henry M. Jackson fue entregado a la Armada el 11 de septiembre de 1984 y entró en servicio el 6 de octubre de 1984, con el capitán R. Tindal al mando de la tripulación azul y el capitán M.A. Farmer al mando de la tripulación dorada. El Henry M. Jackson es el único submarino de la clase Ohio con un nombre no dedicado a un estado.